# Pike County (Georgia)
Pike County is een county in de Amerikaanse staat Georgia.
De county heeft een landoppervlakte van 566 km² en telt 13.688 inwoners (volkstelling 2000). De hoofdplaats is Zebulon.

## Geboren
- Jacques Futrelle (1875-1912), schrijver en passagier op het schip Titanic

## Galerij

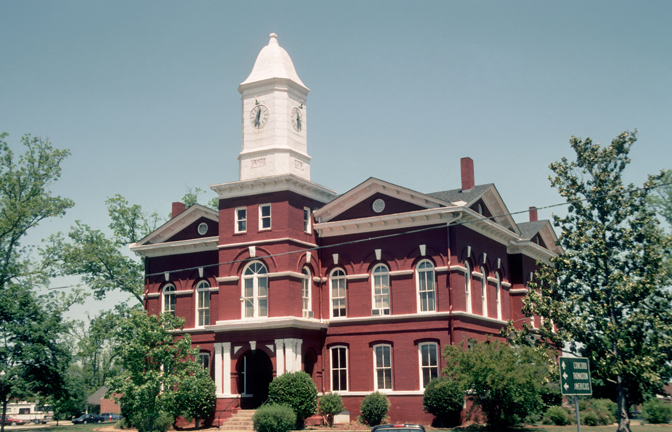
Pike County Courthouse